# Doryonychus raptor
Doryonychus raptor là một loài nhện trong họ Tetragnathidae. Chúng được Eugène Simon miêu tả năm 1900.